# Acalymma microfidium
Acalymma microfidium es una especie de coleóptero de la familia Chrysomelidae.
Fue descrita científicamente por primera vez en 1956 por Bechyne.